# Čovječje srce
Čovječje srce je organ koji pruža neprekidnu cirkulaciju krvi tijekom srčanog ciklusa i jedan je od najvitalnijih organa u čovječjem tijelu. Srce je podijeljeno na četiri glavne komore: gornje dvije komore zovu se lijevom i desnom pretklijetkom (atrijem), a donje dvije komore zovu se desnom i lijevom klijetkom (ventrikulom). Debeo mišićni zid razdvaja desnu stranu srca od lijeve, a naziva se srčanom pregradom (septumom). Normalno sa svakim otkucajem desni ventrikul potiskuje jednaku količinu krvi u pluća kao što lijevi ventrikul potiskuje u tijelo. Liječnici obično za desni atrij i desni ventrikul rabe zajednički izraz desno srce, a za lijevi atrij i lijevi ventrikul lijevo srce.
Električna energija koja stimulira srce javlja se u sinoatrijalnom čvoru koji proizvodi konačan potencijal, a zatim se prazni šaljući impuls kroz atrije.
Nije sasvim poznato kako se električni signal giba u atrijima. Čini se da se giba radijalno, no Bachmannov snop i koronarni sinusni mišić igraju ulogu u provođenju između dvaju atrija, što dovodi do gotovo simultane sistole.
 Dok se nalazi u ventrikulu, signal se provodi specijaliziranim tkivom nazvanim Purkinjeovim vlaknima koja zatim prenose električni naboj u miokard.
Čovječje embrionalno srce počinje kucati otprilike 21 dan nakon začeća ili pet tjedana nakon posljednjeg normalnog menstrualnog ciklusa (LMP, engl. last menstrual period). Prvi dan LMP-a normalno se smatra datumom početka gestacije (trudnoće).
Čovječje srce počinje kucati frekvencijom sličnom majčinoj, oko 75–80 otkucaja u minuti (BPM, engl. beats per minute). Embrionalni srčani ritam (EHR, engl. embryonic heart rate) zatim ubrzava približno do 100 BPM tijekom prvog mjeseca da bi dosegao vrhunac na 165–185 BPM tijekom ranog sedmog tjedna nakon začeća (rani deveti tjedan nakon LMP-a). Ovo ubrzanje odgovara približno 3,3 BPM na dan ili oko 10 BPM svaka tri dana što je povećanje od 100 BPM u prvom mjesecu. Formula regresije koja opisuje ovo ubrzanje prije nego što embrij dosegne 25 mm duljine tjeme-zadak ili 9,2 LMP tjedana jest: dob u danima = EHR(0,3)+6.
Nakon 9,1 tjedana nakon LMP-a ono ubrzava do oko 152 BPM (±25 BPM) tijekom 15. tjedna nakon LMP-a. Nakon 15. tjedna ubrzavanje se usporava na prosječnu stopu od oko 145 (±25 BPM) BPM. Ne postoji razlika u ženskom i muškom srčanom ritmu prije porođaja.
Čovječje srce i njegovi poremećaji (kardiopatije) primarno proučavaju kardiolozi.

## Struktura
Čovječje srce ima masu od 250 do 350 grama, a otprilike je veličine stisnte šake.
Nalazi se unutar dvostruke zaštitne vreće nazvane perikard. Površinski dio ove vreće naziva se parijetalni perikard. Unutarnji perikardijalni sloj naziva se visceralni perikard. Zajednički se obično nazivaju seroznim perikardom jer sadrži perikardijalnu tekućinu. Izvan parijetalnog perikarda nalazi se fibrozni sloj koji ovisi o medijastinalnoj fasciji i naziva se fibrozni perikard. Perikardijalna vreća štiti srce, sidri njegove okolne strukture, ali nema nikakva utjecaja na srčanu funkciju u normalnih pojedinaca.
Dvostruka membrana perikarda sadrži perikardijalnu tekućinu koja pruža glatku podmazanu kliznu površinu unutar koje se srčani organ može gibati zbog vlastitih kontrakcija i gibanja priležećih struktura poput dijafragme i pluća.
Vanjski zid čovječjeg srca sastoji se od triju slojeva. Vanjski sloj naziva se epikard ili visceralni perikard jer je on također vanjski zid (seroznog) perikarda. Srednji sloj srca naziva se miokard i sastoji se od mišića koji se kontrahira. Unutarnji sloj naziva se endokard i u dodiru je s krvlju koje srce pumpa. Osim toga on se stapa s unutarnjim pokrovom (endotelom) krvnih žila i prekriva srčane zalistke.
Čovječje srce ima četiri komore, dva gornja atrija i dva donja ventrikula. Atriji su komore koje se pune (primaju krv), a ventrikuli su komore koje se prazne (odašilju krv).
Putovi krvi kroz čovječje srce čine dijelove plućnog i sustavnog optoka. Ovi putovi uključuju trikuspidalnu valvulu, mitralnu valvulu, aortalnu valvulu i pulmonarnu valvulu. Mitralna i trikuspidalna valvula klasificirane su kao atrioventrikularne (AV) valvule. To je zato što se one nalaze između atrija i ventrikula. Aortalna i pulmonarna semilunarna valvula razdvajaju lijevi i desni ventrikul od plućne arterije odnosno aorte. Ove su valvule pričvršćene za chordae tendineae (doslovce tetivne strune) koje sidre valvule s papilarnim mišićima srca.
Interatrioventrikularni septum razdvaja lijevi atrij i ventrikul od desnog atrija i ventrikula dijeleći srce u dvije funkcionalno razdvojene i anatomski zasebne jedinice.

## Funkcioniranje
Krv teče kroz srce u jednom smjeru, od atrija u ventrikule i dalje u velike arterije ili primjerice u aortu. Povratni tok krvi sprečavaju trikuspidalna, bikuspidalna, aortalna i pulmonarna valvula.
Srce radi kao dvostruka pumpa. Funkcija je desne strane srca (vidi desno srce) prikupljanje deoksigenirane krvi u desnom atriju koja dolazi iz tijela (preko gornje i donje šuplje vene) i njezino potiskivanje preko desnog ventrikula u pluća (plućna cirkulacija) tako da se ugljični dioksid može otpustiti, a kisik vezati (izmjena plinova). Ovo se zbiva tijekom pasivnog procesa difuzije.
Lijeva strana (vidi lijevo srce) sabire oksigeniranu krv iz pluća u lijevi atrij. Iz lijevog atrija krv odlazi u lijevi ventrikul koji je potiskuje van u tijelo (preko aorte).
Na objema stranama donji su ventrikuli deblji i snažniji od gornjih atrija. Mišićni zid koji okružuje lijevi ventrikul deblji je od zid koji okružuje desni ventrikul zbog jače sile potrebne za potiskivanje krvi kroz sistemsku cirkulaciju. Atriji primarno olakšavaju cirkulaciju omogućujući neprekinut venski tok do srca i sprečavajući inerciju prekinutog venskog toka koji bi se inače zbivao pri svakoj ventrikularnoj sistoli.
Počevši u desnom atriju krv teče kroz trikuspidalnu valvulu u desni ventrikul. Odande se potiskuje kroz pulmonarnu semilunarnu valvulu i putuje kroz plućnu arteriju u pluća. Odande krv teče natrag kroz plućne vene u lijevi atrij. Krv zatim teče kroz mitralnu valvulu u lijevi ventrikul, a odande se potiskuje kroz aortalnu semilunarnu valvulu u aortu i ostatak tijela. (Relativno) deoksigenirana krv konačno se vraća u srce kroz donju šuplju venu i gornju šuplju venu.

## Stil života i zdravlje srca
Pretilost, arterijska hipertenzija i visoki kolesterol mogu povećati rizik od razvoja srčane bolesti. No polovina srčanih napadaja zbiva se u ljudi s normalnim razinama kolesterola. Srčana bolest glavni je uzrok smrti.
Opće je prihvaćeno da faktori poput tjelovježbe ili njezina izostanka, dobra ili loša prehrana i sveukupno blagostanje uključujući emocionalne i fiziološke komponente, pogađaju srčano zdravlje u ljudi.

## Kulturni značaj
Za više informacija vidi: simbol srca, Sveto Srce i krv#kulturna i religijska vjerovanja.
Srce je kao jedan od vitalnih organa dugo bilo identificirano kao središte čitava tijela, sijelo života, ili emocija, ili razuma, volje, intelekta, svrhe ili uma. Stoga se u hebrejskoj Bibliji riječ za "srce" לָבַב lebab rabi u tim značenjima (usporedno s uporabom φρήν "dijafragma" u homerskom grčkom).
Mislilo se da je srce ili ib važan dio duše u staroegipatskoj religiji. Vjerovalo se da je ib ili metafizičko srce oblikovano iz jedne kapi krvi iz srca djetetove majke uzetog pri porođaju. Starim Egipćanima srce je bilo sijelo emocija, misli, volje i namjere. O tome svjedoče egipatski izrazi koji sadrže riječ ib kao što su awt-ib za "sreću" (doslovce "širina srca"), xak-ib za "otuđen" (doslovce "odsječen od srca"). U egipatskoj religiji srce je bilo ključ u zagrobni život. Pojmilo se kao preživljavanje smrti u nigdjesvijetu gdje je svjedočilo za ili protiv svoga posjednika. Mislilo se da srce proučavaju Anubis i božanstva tijekom ceremonije vaganja srca. Ako je srce težilo više od Maatova pera, smjesta ga je proždiralo čudovište Ammit.
Kineski znak za "srce", 心, potječe od komparativno realistična prikaza srca (s naznačenim srčanim komorama) u pečatnom pismu. Kineska riječ xīn također poprima metaforička značenja "uma, inteligencije", "duše" ili "središta, jezgre". U kineskoj medicini na srce se gleda kao na središte 神 shéna "duha, duše, svijesti".
Mnogi klasični filozofi i znanstvenici uključujući Aristotela smatrali su srce sjedištem misli, razuma ili emocija, često zanemarujući mozak kao onaj koji doprinosi navedenim funkcijama.
Identifikacija srca kao sjedišta emocija posebice je zasluga rimskog liječnika Galena, koji je također smjestio sjedište strasti u jetra, a sjedište razuma u mozak.
Ova je predaja utjecala na razvoj srednjovjekovne kršćanske devocije o Svetom Srcu Isusovu i Bezgrešnom Srcu Marijinu.
Idiomski izraz "probodeno" ili "slomljeno" srce najzad potječe od devotnog kršćanstva u kojem su srca Marijino ili Isusovo prikazana kao ona koja trpe razna mučenja (simbolizirajući bol koju je trpio Krist za grijehe svijeta odnosno bol Marijinu pri razapinjanju njezina sina), no od rana vremena metafora je prenesena na neispunjenu romantičnu ljubav koja se u kasnosrednjovjekovnoj književnosti bavila idealima dvorske ljubavi. Zamisao je "Kupidovih strelica" drevna, potječe od Ovidija, a premda Ovidije opisuje Kupida kao onog koji ranjava svoje žrtve vlastitim strelicama, nigdje nije eksplicitno da je srce to koje je ranjeno. Poznata ikonografija Kupida koji gađa malene simbole srca jest barokna.

## Galerija
- MRI u realnom vremenu čovječjeg srca
- MRI u realnom vremenu – čovječje srce (prikaz duž kraće osi)
- Srce, aorta i plućna arterija
- Anteriorni prikaz, koronarni presjek
- Krvnu opskrbu srca pruža koronarna cirkulacija. Koronarne arterije označene su crvenim slovima a ostale oznake plavim.
- Računalni model rada srca

## Više informacija
- krvni tlak
- elektrokardiografija
- srčani ritam

## Vanjske poveznice
- prenatalni razvoj čovječjeg srca
- anatomija čovječjeg srca - Teksaški srčani institut  Arhivirana inačica izvorne stranice od 18. veljače 2013. (Wayback Machine)
- The Gross Physiology of the Cardiovascular System (2nd Ed., 2012)
- disekcijski pregled s prikazom krvnih žila srca jednako kao i unutarnjih i vanjskih obilježja
- liječenje srčanog bola / napadaja i kućni lijekovi[neaktivna poveznica]
- The Human Heart: An Online Exploration from The Franklin Institute  Arhivirana inačica izvorne stranice od 21. rujna 2012. (Wayback Machine)
- tok krvi kroz čovječje srce  Arhivirana inačica izvorne stranice od 30. svibnja 2013. (Wayback Machine)